# Galium aetnicum
Galium aetnicum Biv. – gatunek rośliny z rodziny marzanowatych. Występuje na Sycylii, Sardynii oraz w środkowych i południowych Włoszech.

## Morfologia
PokrójWieloletnie rośliny zielne, jednosiowe, niebieskozielono owoszczone, na dużych wysokościach darniowe, ze zdrewniałymi korzeniami głównymi.
PędyDługie kłącze, ukorzenione w węzłach. Łodyga o wysokości (3–)5–80(–100) cm, u nasady kwadratowa na przekroju, bardzo silnie rozgałęziona od nasady, z (4–)6–20 odziomkowymi pędami kwiatonośnymi, krzaczastymi, podnoszącymi się do wyprostowanych, u form wysokogórskich płożącymi, niekiedy zwisającymi, bardzo rzadko owłosionymi u nasady.  Międzywęźla u nasady silnie skrócone (5–20 mm), stopniowo wydłużające się ku górze. Wegetatywne pędy powtarzające często bardzo długie, 15–20 cm, wyprostowane.
LiścieZebrane w okółki po 6 (5–8), równowąsko-lancetowate do odwrotnie lancetowatych, długości 10–20 mm, szerokości 0,7–5 mm, uniesione do wniesionych, niemal zawsze nagie, niebieskozielone, nieco mięsiste.
KwiatySkupione w szczytowe wiechy, wykształcające boczne odgałęzienia drugiego rzędu z wiechowato-stożkowatymi kwiatostanami. Szypułki o długości 1–6 mm, po okresie kwitnienia wydłużające się. Korona kwiatu o średnicy 3–4(–5) mm, biała, kołowo rozpostarta. Płatki korony owalne do długo trójkątnych, długości ok. 1,5 mm i szerokości ok. 1 mm, prawie zawsze długo kończykowate. Pylniki ciemnobrązowe do ciemnofioletowych.
OwoceCiemnobrązowe do czarnych rozłupnie, często wyraźnie owoszczone, gładkie lub nieco brodawkowate.

## Biologia
RozwójKwitną od lipca do września.
SiedliskoOtwarte, nasłonecznione miejsca w garigu, wychodnie skalne, miejsca kamieniste, piaski wulkaniczne, lawy i inne skały wulkaniczne, na wysokości od 2 do nawet 3000 m n.p.m.
GenetykaLiczba chromosomów 2n = 44 (tetraploid).

## Systematyka
Gatunek z rodzaju przytulia z plemienia Rubieae z podrodziny Rubioideae z rodziny marzanowatych Rubiaceae.